# Раділа
Раділа (рум. Radila) — село у повіті Прахова в Румунії. Входить до складу комуни Валя-Келугеряске.
Село розташоване на відстані 54 км на північ від Бухареста, 11 км на схід від Плоєшті, 92 км на південний схід від Брашова.

## Населення
За даними перепису населення 2002 року у селі проживали 332 особи, з них 329 осіб (99,1%) румунів. Усі жителі села рідною мовою назвали румунську.